# حكاية حياة (مسلسل)
حكاية حياة، مسلسل تلفزيوني مصري عرض في رمضان 1434هـ/2013م.

## قصة المسلسل
تدور أحداث المسلسل حول ' حياة ' ابنة الطبقة الراقية التي تعاني من مرض انفصام في الشخصية. وتقع «حياة» في العديد من المشاكل بسبب مرضها، حيث تدخل في صراع مع زوجة شقيقها المتسلطة التي تجسد شخصيتها ' نجلاء بدر ' وذلك لضعف شخصية شقيقها الذي يقوم بدوره ' أحمد زاهر '، وباكتشاف انفصام 'حياة' بطلة العمل تتكشف الألغاز التي تتضمنها الأحداث.
يبدأ المسلسل في مستشفى الأمراض العقلية التي قضت فيها حياة 13 عاما. حياة تود الخروج من المستشفى ولكن بات من الواضح لها أن أهلها لا يريدون أن يقوموا باستلامها من المستشفى. يحاول الدكتور هشام أن يساعدها بالخروج من المستشفى. الدكتور هشام دكتور نفسي بدأ بالعمل في المستشفى منذ 3 أعوام وهو الوحيد بين الأطباء النفسيين العاملين بالمستشفى الذي يعترف أن حياة عاقلة ومتزنة ومن حقها الخروج من المستشفى وبحاول مساعدتها للخروج بالحديث مع أهلها ومع إدارة المستشفى. في المستشفى، تثق حياة فقط في الدكتور هشام، لأنه كان يتابع حالتها وكان يقول أنها عاقلة وأنه يحاول أن يساعدها لتخرج من المستشفى.

## بطولة
- أحمد زاهر
- طارق لطفي
- غادة عبد الرازق
- روجينا
- رزان مغربي
- خالد سليم
- نهلة سلامة
- أحمد مالك
- نجلاء بدر
- نهى العمروسي
- فراس سعيد
- سميرة محسن
- سناء شافع
- صلاح عبد الله
- محمود الجندي
- مي عمر
- وفاء سالم
- تميم عبده
- فدوى حسام